# Engelbert Hardt
Engelbert Hardt (* 24. Juni 1847 in Duisburg; † 4. November 1919 in Charlottenburg) war ein deutscher Unternehmer und Bankier.

## Leben und Wirken
Engelbert Hardt absolvierte seine Reifeprüfung im Jahr 1866 am Steinbart-Gymnasium in Duisburg. Seine erste kaufmännische Ausbildung erhielt er in der seiner Verwandtschaft gehörenden Tuchfabrik Johann Wülfing & Sohn in Lennep und war dann fünf Jahre lang in der von seinem Onkel Richard von Hardt gegründeten Firma Hardt & Co. in New York City tätig, in die er 1873 als Teilhaber eintrat. Er wurde 1875 in die Zentrale der Firma Hardt & Co. nach Berlin berufen und trat auch hier als Teilhaber ein. Er unternahm anschließend eine längere Reise zu den Filialen nach Südamerika, um auch das dortige Geschäft kennenzulernen. Erst 1878 zog er ganz in die deutsche Reichshauptstadt Berlin. Nach dem Tode der Unternehmensgründer leitete er das Unternehmen mit Unterstützung von Heinrich von Tiedemann-Seeheim, dem Schwiegersohn von Richard von Hardt, seinen Brüdern Hugo und Gustav Hardt sowie seinem Sohn Gustav Engelbert Hardt.
Engelbert Hardt gehörte u. a. dem Aufsichtsrat der Disconto-Gesellschaft, des Deutschen Lloyd, des Internationalen Lloyd und diversen Versicherungsgesellschaften in Berlin als stellvertretender Vorsitzender an. Außerdem war er Mitglied des Ausschusses der Aktionäre bei der Reichsbank sowie des Aufsichtsrats des Phoenix AG für Bergbau und Hüttenbetrieb in (Dortmund-)Hörde, der Landbank in Berlin und der Stärkezuckerfabrik C. A. Kühlmann & Co. in Frankfurt an der Oder und vielen gemeinnützigen Einrichtungen.
1912 war Engelbert Hardt nach Werner von Siemens der zweitgrößte Steuerzahler in Charlottenburg, leistete somit einen wesentlichen Beitrag für die regionale Entwicklung. Er trug den Ehrentitel eines (königlich preußischen) Geheimen Kommerzienrats. Seine letzte Ruhe fand er auf dem Parkfriedhof Lichterfelde.

## Familie
Engelbert Hardt heiratete 1880 Elisabeth Storp-Hergersberg (* 6. Januar 1858 in Buenos Aires). Ihre Eltern waren August Storp-Hergersberg (* 11. Mai 1818 in Warendorf; † 14. April 1866 in Buenos Aires) und Elisabeth Storp-Hergersberg geb. Scheffer-Boichorst (* 10. Oktober 1833; † 1. August 1914 in Bad Harzburg). Aus der Ehe stammten zwei Kinder.